# موتوريس يو إس ايه
موتوريس يو إس ايه (بالإنجليزية: MotoRace USA)‏ ، وتسمى في النسخة اليابانية زيبي ريس (باليابانية: ジッピーレース) ، وهي لعبة فيديو من نوع سابقات، أنتجت عام 1983م من قبل شركة إريم اليابانية.

## وصلات خارجية
- موتوريس يو إس ايه على موقع القائمة القاتلة لألعاب الفيديو